# Ясколка полевая
Ясколка полевая (лат. Cerastium arvense) — вид мелких многолетних травянистых растений семейства Гвоздичные (Caryophyllaceae).

## Ботаническое описание

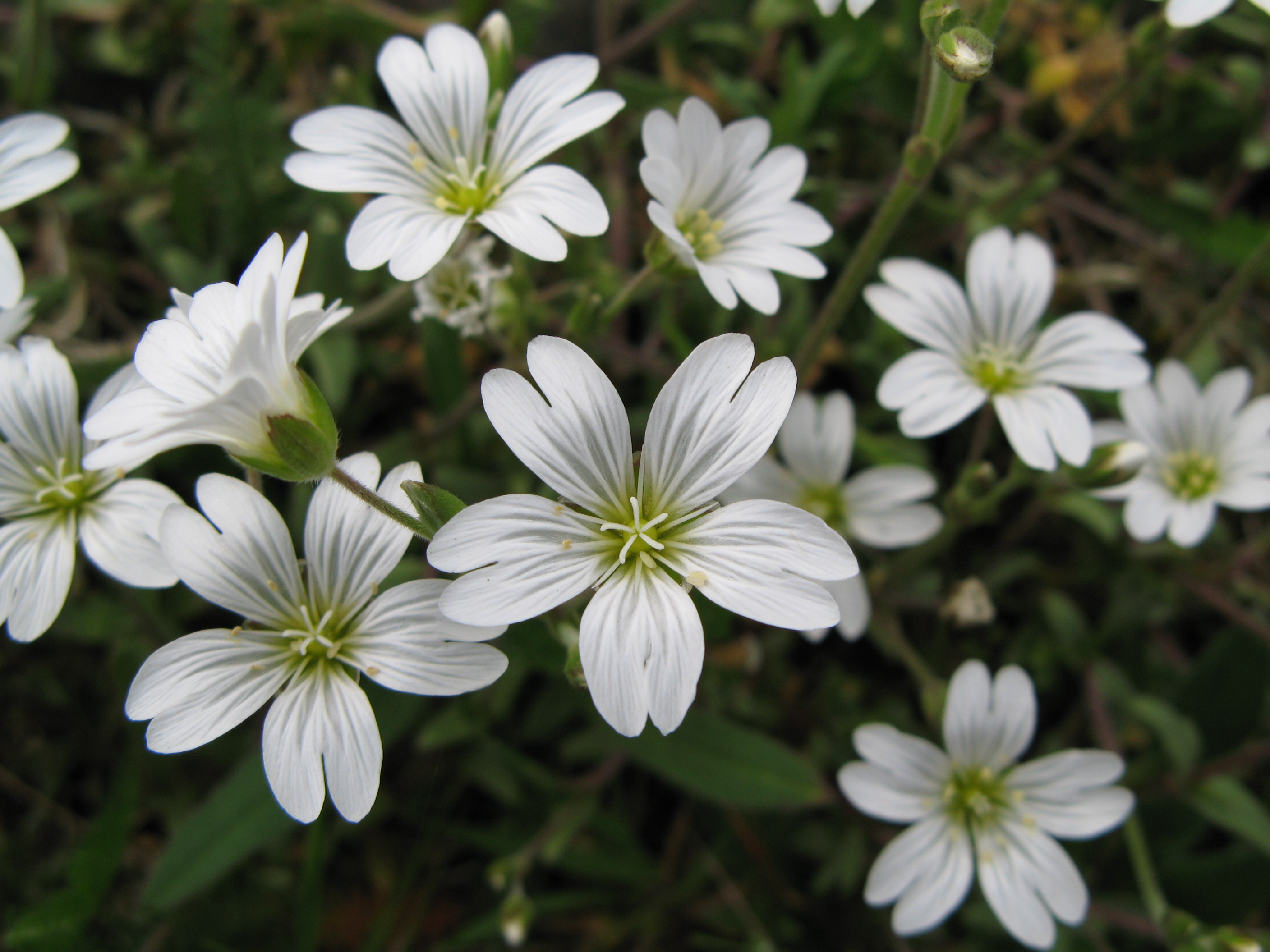
Цветки

Многолетние травянистые небольшие растения до 30(40) см. высотой, формирующие рыхлые дерновинки.
Стебли сильно ветвистые от прикорневой зоны, верхние междоузлия удлиненные, побеги горизонтальные или приподнимающиеся. Стебли в нижней части густо покрыты короткими, направленными вниз волосками, к которым примешиваются железистые в верхней половине, преимущественно в соцветии. Изредка волоски полностью отсутствуют.
Листья от ланцетовидных до широколинейных, длиной 1–2 см, шириной до 4 мм, на цветоносных побегах с выраженной с нижней стороны по всей длине центральной жилкой. Кончик острый, опушение короткими волосками (иногда отсутствует), в пазухах часто формируются удлиненные бесплодные побеги.
Цветки собраны в рыхлый полузонтик на верхушке стеблей. Прицветники пленчатые, чашелистики в количестве 5 шт. яйцевидно-ланцетовидные 4–6 × 1,5–2 мм, туповатые, опушенные. Лепестков 5, белые в 2–2,5 раза длиннее чашечки, надрезанные на ⅓ длины.
Коробочка несколько длиннее чашечки, с прямостоячими зубцами.
Хромосомное число 2n=36, 72.

## Распространение и экология
Преимущественно европейско-североазиатский вид. Природный ареал охватывает Скандинавию, Среднюю и Атлантическую часть Европы; в Азии — Япония, Китай, Монголия, Средняя Азия; Северную Америку. На территории России встречается в арктических областях, Европейской части, Западной и Восточной Сибири, на Дальнем Востоке, Кавказе. Вид включен в ботанический атлас растений Ленинградской области.
Растения предпочитают селиться на лугах, в степях, тундрах, разреженных лесах, кустарниках, на речных обрывах, каменистых склонах, выходах известняка, поблизости от жилья и на обрабатываемых полях, по обочинам дорог.

## Хозяйственное значение
- Сорное растение, засоряющее посевы многолетних трав и паровые поля. Меры борьбы — агротехнические и гербицидные[5].

- Лекарственное растение. В народной медицине используется в качестве успокаивающего, при авитаминозе, геморрое, сыпях, конъюнктивите[6]. Официальная медицина признает наличие в растении полифенольных соединений — о-кумаровой, аскорбиновой, галловой, хлорогеновой, ванильной, коричной, неохлороге-новой и др. кислот); танина, эпикатехина, кумарина, лютеолин-7-гликозида, рутина, а также фитоэкдистероида экдистена[7].

## Классификация

### Таксономия
Cerastium arvense L., 1753, Sp. Pl.: 438
Вид Ясколка полевая относится к роду Ясколка (Cerastium) семейства Гвоздичные (Caryophyllaceae) порядка Гвоздичноцветные (Caryophyllales). Кладограмма в соответствии с Системой APG IV по состоянию на декабрь 2023 года:
|  |                                      |  |                                   |                                   |                      |  | ещё 40 семейств | ещё 40 семейств |                 |  |                          |  | еще 204 подтвержденных вида и 148 видов, ожидающих подтверждения | еще 204 подтвержденных вида и 148 видов, ожидающих подтверждения |  |
|  |                                      |  |                                   |                                   |                      |  | ещё 40 семейств | ещё 40 семейств |                 |  |                          |  | еще 204 подтвержденных вида и 148 видов, ожидающих подтверждения | еще 204 подтвержденных вида и 148 видов, ожидающих подтверждения |  |
|  |                                      |  |                                   | порядок Гвоздичноцветные          |                      |  |                 |                 | род Ясколка     |  |                          |  |                                                                  |                                                                  |  |
|  |                                      |  |                                   | порядок Гвоздичноцветные          |                      |  |                 |                 | род Ясколка     |  | 5 внутривидовых таксонов |  |                                                                  |                                                                  |  |
|  | отдел Цветковые, или Покрытосеменные |  |                                   |                                   | семейство Гвоздичные |  |                 |                 | Ясколка полевая |  |                          |  |                                                                  |                                                                  |  |
|  | отдел Цветковые, или Покрытосеменные |  |                                   |                                   |                      |  |                 |                 |                 |  |                          |  |                                                                  |                                                                  |  |
|  |                                      |  | ещё 63 порядка цветковых растений | ещё 63 порядка цветковых растений |                      |  |                 | еще 97 родов    | еще 97 родов    |  |                          |  |                                                                  |                                                                  |  |
|  |                                      |  |                                   | ещё 63 порядка цветковых растений |                      |  |                 |                 | еще 97 родов    |  |                          |  |                                                                  |                                                                  |  |

### Внутривидовые таксоны
- Cerastium arvense subsp. lerchenfeldianum (Schur)  Asch. & Graebn.
- Cerastium arvense subsp. molle (Vill.)  Arcang.
- Cerastium arvense subsp. strictum Gaudin
- Cerastium arvense subsp. suffruticosum (L.)  Hegi
- Cerastium arvense var. mitsumorense (Miyabe & Tatew.)  S.Akiyama

### Синонимы
- Alsine arvensis E.H.L.Krause
- Centunculus angustifolius Scop.
- Centunculus arvensis Scop.
- Centunculus rigidus Scop.
- Cerastium adscendens Wender. ex Steud.
- Cerastium alpicolum Brügger
- Cerastium alpinum All.
- Cerastium ambiguum Fisch. ex Ser.
- Cerastium angustifolium Vitman
- Cerastium arvense f. arvense
- Cerastium arvense f. eglandulosum Kuntze
- Cerastium arvense subsp. arvense
- Cerastium arvense subsp. arvum (Schur) Schinz & R.Keller
- Cerastium arvense var. arvense
- Cerastium arvense var. eglandulosum (Kuntze) Dostál
- Cerastium arvense var. parviflora Dusén
- Cerastium arvense var. strictum (L.) Reiche
- Cerastium arvense var. taimyrense Tolm.
- Cerastium arvense var. tatrae Borbás
- Cerastium brachycarpum Schur
- Cerastium busambarense Lojac.
- Cerastium caespitosum Kit. ex Rchb.
- Cerastium camphoratifolium Steud.
- Cerastium carnosulum Turcz. ex Ledeb.
- Cerastium collinum Salisb.
- Cerastium corsicum Soleirol ex Nyman
- Cerastium fueguianum Albov
- Cerastium grahamii Gillies ex Griseb.
- Cerastium grandiflorum Gilib.
- Cerastium incanum Ledeb.
- Cerastium insubricum Moretti ex Rchb.
- Cerastium mendozinense Gillies ex Griseb.
- Cerastium mutabile Gren.
- Cerastium poelianum Brügger
- Cerastium polyphyllum Steven ex Ledeb.
- Cerastium serpyllifolium Willd.
- Cerastium strictum L.
- Cerastium strictum subsp. tatrae (Borbás) Májovský ex Dostál
- Cerastium tatrae Borbás
- Cerastium uralense Grubov
- Leucodonium arvense Opiz
- Myosotis repens Moench
- Stellaria arvensis Gray